# 슈라바스티
슈라바스티(힌디어: श्रावस्ती)는 인도 우타르프라데시주의 마을이다. 옛날 코살라 왕국의 두번째 수도였으며 오늘날에는 불교의 팔대성지로서 기능하고 있다. 붓다가 가장 오래 머물었고 가장 많은 경이 설해진 땅이라고 알려져있다.